# أنتوني توريبيو
أنتوني توريبيو (بالإنجليزية: Anthony Toribio)‏ هو لاعب كرة قدم أمريكية أمريكي، ولد في 1 مارس 1985 في ميامي في الولايات المتحدة.

## وصلات خارجية
- أنتوني توريبيو على موقع مرجع كرة القدم المحترفة.كوم (الإنجليزية)